# Nicolas Vauquelin Des Yveteaux
Nicolas Vauquelin Des Yveteaux (La Fresnaye-au-Sauvage, 1567 – Parigi, 9 marzo 1649) è stato un poeta francese.

## La vita e le opere
Nasce nel 1567 nel castello di Falaise, primo figlio del poeta Jean Vauquelin de La Fresnaye. Intraprende la carriera delle armi, ricoprendo il ruolo di luogotenente generale del baliato di Caen. Destituito dal Parlamento di Rouen, viene accompagnato a Parigi dal maresciallo d’Estrées e nominato precettore di Cesare di Borbone-Vendôme, figlio naturale di Enrico IV e di Gabrielle d'Estrées, per il quale compone la sua unica poesia di tono serio, l’Institution du Prince. Incaricato in seguito dell'istruzione del Delfino, il futuro Re Luigi XIII, verrà allontanato da Corte a causa dei suoi costumi licenziosi.
Dopo essersi fatto allontanare da corte, intraprenderà una vita da epicureo, facendosi notare per le sue avventure scandalose e le abitudini stravaganti, passando delle giornate intere nel suo giardino di rue de Colombier vestito da pastorello d'Arcadia, col bastano da pastore tra le mani e sospirando i suoi versi ai piedi della sua bella. Sainte-Beuve racconta così il seguito della sua vita: «stanco della Corte e persuaso che la vita campestre fosse la più felice tra tutte le vite, si ritirò in una casa di faubourg Saint-Germain» e lì, secondo la cronaca, «preneva con la sua donna le arie d'un pastor fido, col bastone in mano, la bisaccia di lato e il cappello di paglia foderato color rosa sulla testa, senza preoccupazioni conduceva il suo gregge immaginario lungo i viali del suo giardino, contandogli canzonette e difendendolo dal lupo.» Tallemant des Réaux, che descrisse anch'esso le stravaganze del poeta, aggiunge: «A ottant'anni era ancora in ottima forma. Qualche volta mi ha persino affaticato a forza di farmi camminare nel suo giardino. Era un ometto secco, dagli occhi porcini. È sempre stato pronto di spirito e, a modo suo, diceva delle cose carine.».
Vauquelin Des Yveteaux ha espresso nei suoi versi, con amabile nonchalance, il suo voluttuoso egoismo. Poeta inferiore al padre, riuscì nondimeno ad acquistare una reputazione superiore grazie alla sua vita singolare, alla posizione che si trovò ad occupare a Corte e alle relazioni con la nuova scuola poetica di Desportes e di Malherbe. I suoi versi sono limpidi, ma mancano d'originalità e stile. La sua opera si compone principalmente di odi, sonetti, stanze e di altri brani occasionali, la maggior parte dei quali fu raccoltà in les Délices de la poésie françoise, ou dernier recueil des plus beaux vers de ce temps nel 1620, con l'autore ancora vivente. Secondo Tallemant des Réaux «i suoi versi erano mediocri, ma aveva un gran fuoco; la sua prosa, tutto sommato, era migliore. Lo sapeva e aveva dello spirito; a un certo momento guadagnò tutta la celebrità che si potrebbe avere.»

## SonettoAvoir peu de parents, moins de train que de rente
(Avoir peu de parents, moins de train que de rente, Nicolas Vauquelin Des Yveteaux)

## Opere complete
- Les Œuvres poétiques de Vauquelin Des Yveteaux, réunies pour la première fois, annotées et publiées par Prosper Blanchemain (Paris, 1854, in-8°)
- Œuvres complètes de Nicolas Vauquelin, seigneur des Yveteaux, publiées et annotées d'après les manuscrits originaux et les recueils collectifs de poésie du XVIIe, par Georges Mongrédien (1921). Ristampa: Slatkine, Genève, 1967.